# Engrenagem
Engrenagens são elementos mecânicos compostos de rodas dentadas que se ligam a eixos, aos quais imprimem rotação e torque, transmitindo assim potência.
As velocidades rotacionais e os torques de duas engrenagens diferem em proporção aos seus diâmetros. Os dentes das duas rodas de uma engrenagem têm todos o mesmo formato.

## Considerações iniciais

Animação de uma engrenagem simples.

As engrenagens operam aos pares, os dentes de uma encaixando nos espaços entre os dentes de outra. Se os dentes de um par de engrenagens se dispõem em círculo, a razão entre as velocidades angulares e os torques do eixo será constante. Se o arranjo dos dentes não for circular, variará a razão de velocidade. A maioria das engrenagens é de forma circular.
Para transmitir movimento uniforme e contínuo, as superfícies de contato da engrenagem devem ser cuidadosamente moldadas, de acordo com um perfil específico. Se a roda menor do par (o pinhão) está no eixo motor, o trem de engrenagem atua de maneira a reduzir a velocidade e aumentar o torque; se a roda maior está no eixo motor, o trem atua como um acelerador da velocidade e redutor do torque.

## Tipos de engrenagens
As engrenagens não só apresentam tamanhos variados, mas também se diferenciam em formato e tipo de transmissão de movimento. Dessa forma, podemos classificar as engrenagens empregadas normalmente dentro dos seguintes tipos:

### Cônicas
É empregada quando as árvores se cruzam; o ângulo de intersecção é geralmente 90°, podendo ser menor ou maior. Os dentes das rodas cônicas tem formato também cônico, o que dificulta a sua fabricação, diminui a precisão e requer uma montagem precisa para o funcionamento adequado.
A engrenagem cônica é usada para mudar a rotação e a direção da força, em baixas velocidades.

### Helicoidais

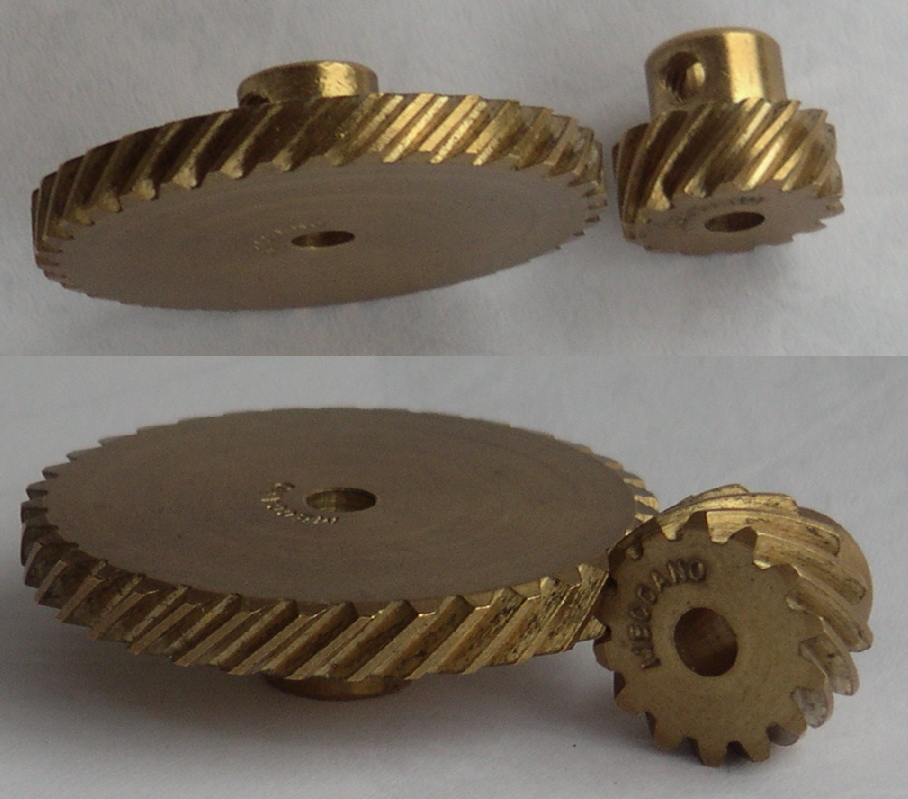
Engrenagens helicoidais.

Os dentes são dispostos transversalmente em forma de hélice em relação ao eixo.
É usada em transmissão fixa de rotações elevadas, por ser silenciosa devido a seus dentes estarem em componente axial de força que deve ser compensada por mancal ou rolamento. Serve para transmissão de eixos paralelos entre si e também para eixos que formam um ângulo qualquer entre si (normalmente 60 ou 90°).

### Hipoides
As engrenagens hipoides são uma variedade de engrenagens que, ao contrário das cônicas, os seus eixos não se cruzam. São empregadas para transmitir movimento e cargas elevadas entre eixos que não se cruzam. Podem ser de diversos tipos de dentados espirais.

### Cremalheira

Cremalheira

É uma barra de dentes destinada a engrenagens. Assim pode se transformar um movimento de rotação em movimento retilíneo ou vice-versa.

### Retas
Os dentes são dispostos paralelamente entre si em relação ao eixo. É o tipo mais comum de engrenagem e o de mais baixo custo.
É usada em transmissão que requer mudança de posição das engrenagem em serviço, pois é fácil de engatar.
É mais empregada na transmissão de baixa rotação do que na de alta rotação, por causa do ruído que produz.

### Parafuso de rosca sem fim

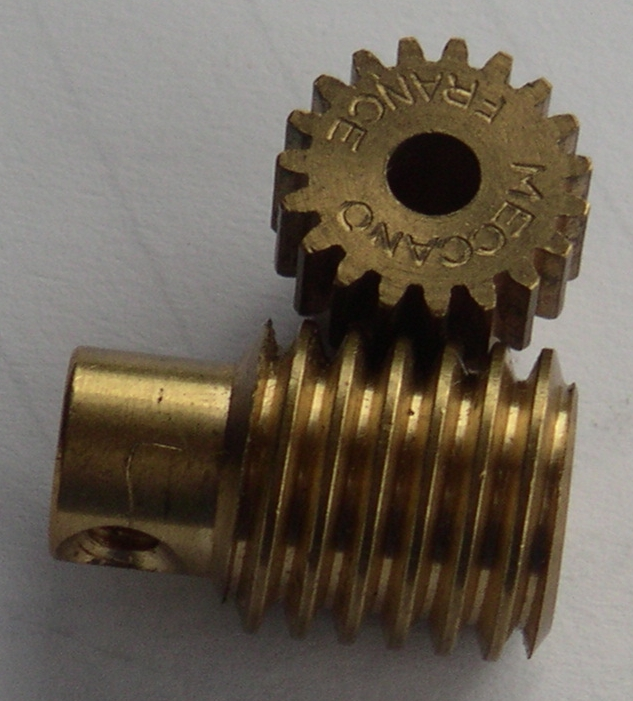
Engrenagens de parafuso sem fim.

Engrenagens sem-fim são usadas quando grandes reduções de transmissão são necessárias. Esse tipo de engrenagem costuma ter reduções de 1:20, chegando até a valores maiores do que 1:300.
Muitas engrenagens sem-fim têm uma propriedade interessante que nenhuma outra engrenagem tem: o eixo gira a engrenagem facilmente, mas a engrenagem não consegue girar o eixo. Isso se deve ao fato de que o ângulo do eixo é tão pequeno que quando a engrenagem tenta girá-lo, o atrito entre a engrenagem e o eixo não deixa que ele saia do lugar.
Essa característica é útil para máquinas como transportadores, nos quais a função de travamento pode agir como um freio para a esteira quando o motor não estiver funcionando.

## Cálculo

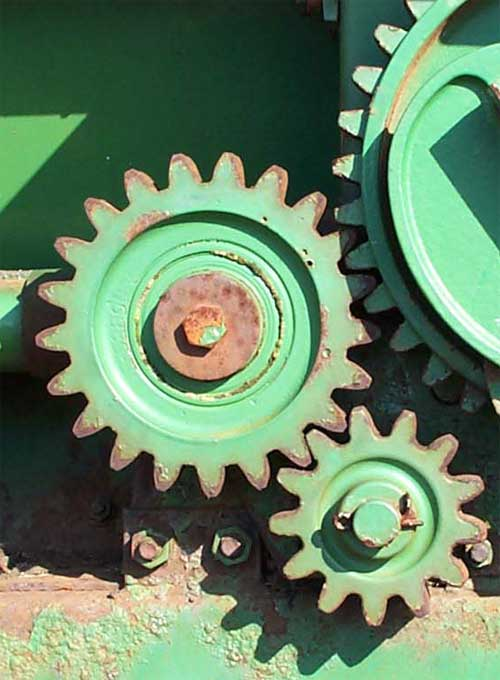
Engrenagens num equipamento de fazenda.

A razão entre o número de dentes nas rodas é diretamente proporcional à razão de torque e inversamente proporcional à razão das velocidades de rotação. Por exemplo, se a coroa (a roda maior) tem o dobro de dentes do pinhão, o torque da engrenagem é duas vezes maior que o do pinhão, ao passo que a velocidade deste é duas vezes maior que a da coroa.
Em um par de engrenagens no qual:
z1= número de dentes da engrenagem 1
z2= número de dentes da engrenagem 2
n1= número de rotações por minuto da engrenagem 1 (rpm)
n2= número de rotações por minuto da engrenagem 2 (rpm)
Temos a seguinte equação:
{\displaystyle {\frac {n_{2}}{n_{1}}}={\frac {z_{1}}{z_{2}}}}
Comparamos um caminhão e um carro de Fórmula 1. Digamos que os dois possuam a mesma potência. A velocidade angular do eixo do motor do carro de Fórmula 1 é muito maior, mas o torque é muito baixo. No entanto a velocidade angular do eixo do motor de um caminhão é muito baixa, mas seu torque é muito alto, podendo então deslocar um maior peso, mas desempenhar uma menor velocidade.

## Galeria de imagens

Engrenagem hipoide.
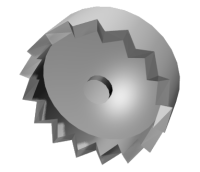
Pinhão.
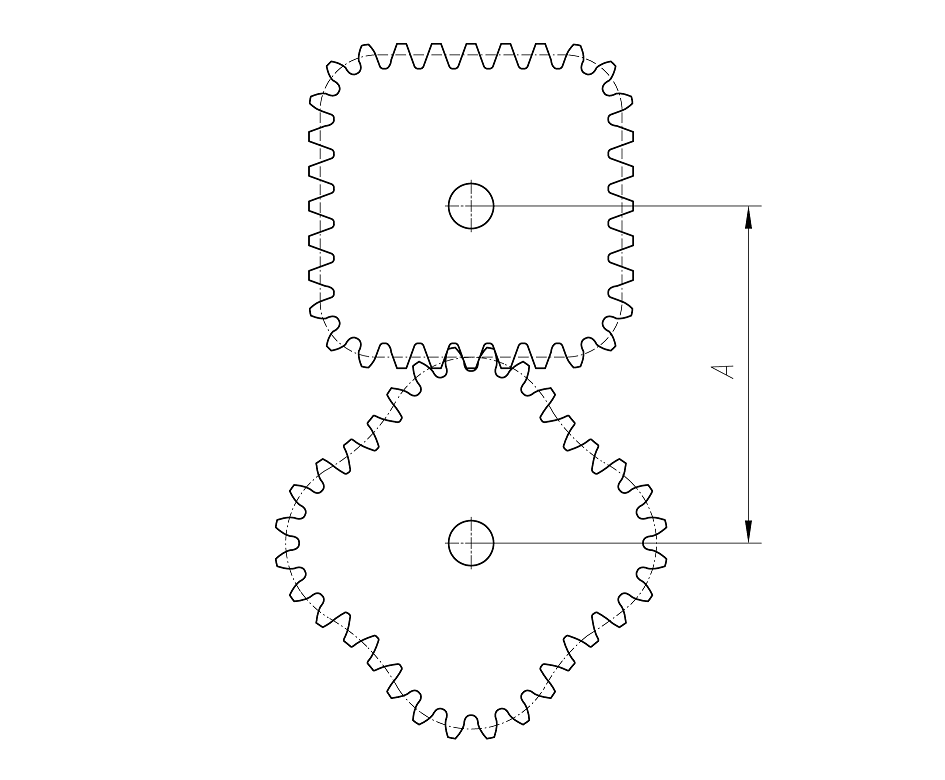
Engrenagem não-circular.
Engrenagem planetária.

Engrenagem Sol e planeta.
Engrenagem harmônica.
Engrenagem cicloidal.
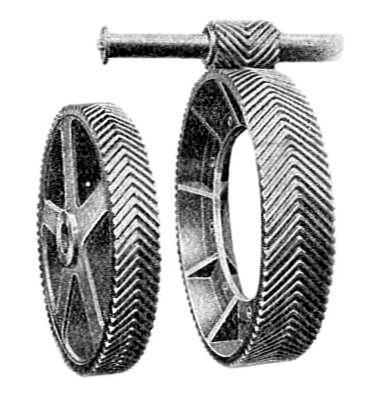
Engrenagem bi helicoidal.

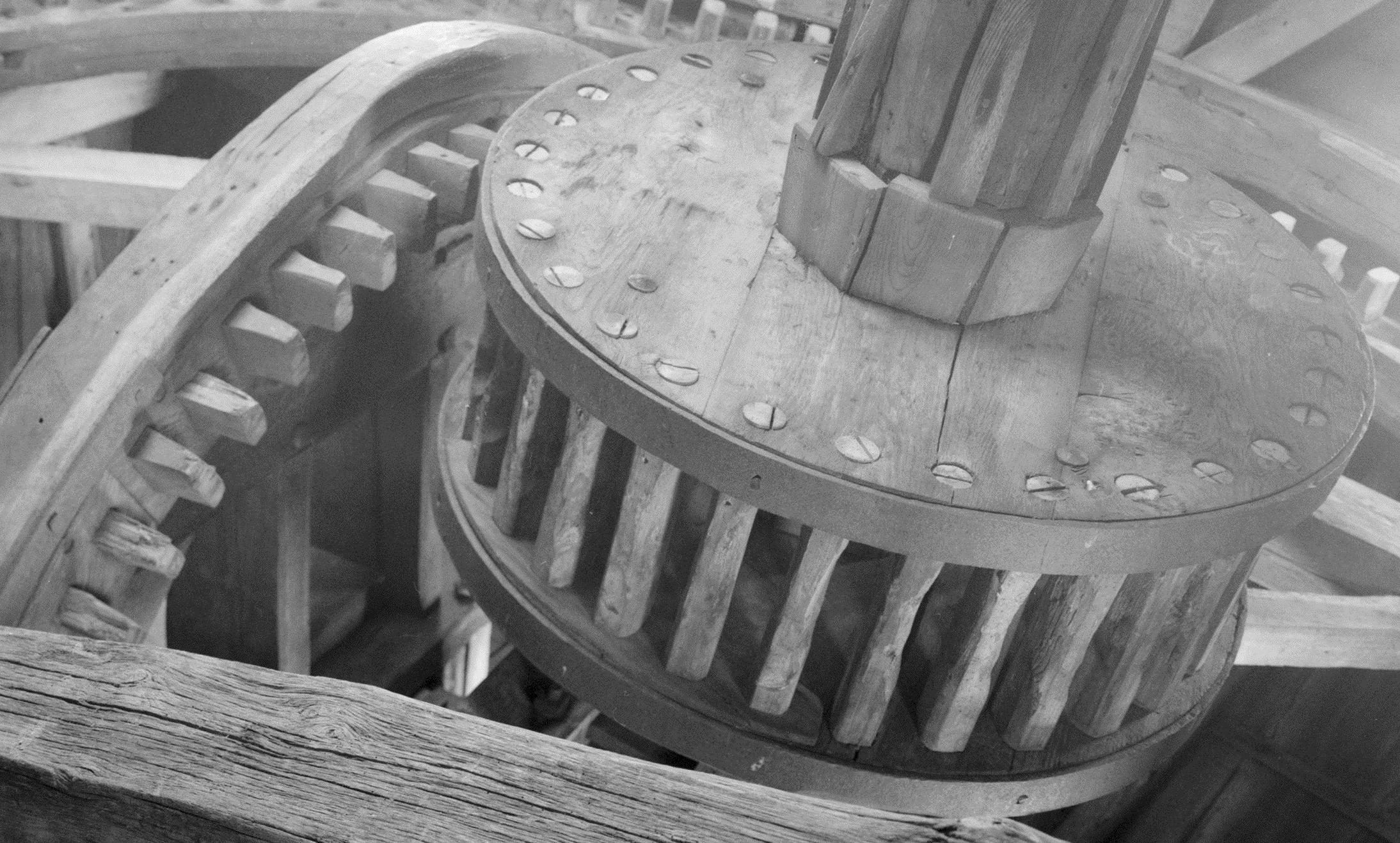
Engrenagem gaiola.
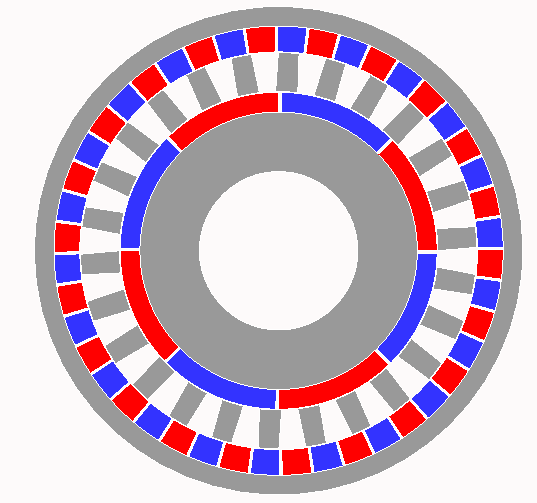
Engrenagem magnética.
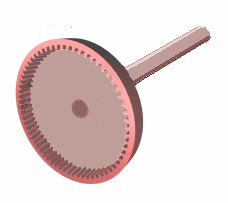
Engrenagem interna.
Animação.